# ایوان روسادو
ایوان روسادو (انگلیسی: Iván Rosado؛ زادهٔ ۲۴ آوریل ۱۹۷۴) بازیکن فوتبال اهل اسپانیا است.
از باشگاه‌هایی که در آن بازی کرده‌است می‌توان به باشگاه فوتبال رایو وایکانو، باشگاه فوتبال رکریتیوو اوئلوا، باشگاه فوتبال اوساسونا، باشگاه فوتبال مالاگا، و باشگاه فوتبال خرز اشاره کرد.